# Sargon II.
Sargon II. (asir. Šaru kin, »pravi vladar«; heb. Sargon) bio je asirski kralj (721. – 705. pr. Kr.), nakon pobune protiv Salmanasera V. Ime Sargon nadjenuli su mu hebrejski pisci Biblije, te je pod tim imenom ušao i u povijesnu znanost.

## Borba za vlast
Premda nije sigurno je li riječ o sinu Tiglat Pilesera III., danas se općenito drži da je Sargon bio uzurpator, a ne pripadnik vladajuće dinastije. On se zapravo sam u svojim natpisima naziva novim čovjekom, bez pozivanja na prethodnike. Borba za vlast i bila je ogorčena i dugotrajna, a unutarnja nestabilnost Asirije dovela je do pobuna u Siriji i u Izraelu protiv asirske nadmoći.
Zbog opće nestabilnosti na početku svoje vladavine, Sargon je sklopio savez s kaldejskim vladarom Merodah-Baladanom II. Oslobodio je plaćanja poreza sve hramove, kao i sve stanovnike gradova u Asuru i Haranu. A dok je on učvršćivao vlast u Asiriji, isto je u Babiloniji činio i Merodah-Baladan.

## Vojni pohodi
720. pr. Kr. Sargon kreće protiv elamsko-babilonske koalicije, no u bitci kod Dera biva poražen. Na zapadu je pobunu ovih Sirije i Izraela vodio samoproglašeni kralj Hamataa, Yahu-Bihdi. Nakon što je Sargon konačno učvrstio svoju vlast, započeo je prodiranje u Siriju kako bi okončao pobunu. S Hamatom i njegovim saveznicima sukobio se 720. pr. Kr. u bitci kod Karkara, te ih potukao. Asirska je vojska potom zauzela Arpad, Damask, Izrael i Judu, sve do Gaze, te na granici s Egiptom pobijedila i egipatsku vojsku. Na koncu pohoda, pobunjenički su vladari kažnjeni, a mnoštvo naroda odvedeno u progonstvo u Asiriju.
Tri godine kasnije, 717. pr. Kr., kreće prema hetitskom gradu Karkemišu u gornjem toku Eufrata. Osobito je poznat Sargonov pohod protiv zemlje Urartu iz 714. pr. Kr., zbog pisma što ga je uputio bogu Ašuru. Pismo je nađeno u gradu Asuru, a danas se nalazi u Louvreu. Taj pohod prikazuju i reljefi iz palače u mjestu Dur-Šarukin. Motivaciju za ovaj pohod vjerojatno je ponudila slabost protivnika koji su bili iscrpljeni upadima nomada sa sjevera.

## Kralj Asirije i Babilonije
Nakon što je kroz sljedeće godine smirio pobune, poput one u Ašdodu u koju su bili uključeni i Juda, Moab, Edom i Egipat, Sargon kreće protiv svoga najvećeg takmaca - Babilonije. Merodah-Baladan je tada zarobljen, a Sargon se 710. pr. Kr. proglasio kraljem Babilonije, obnavljajući tako dvojno kraljevstvo Babilonije i Asirije. Sljedeće tri godine ostao je u Babilonu. Njegov sin Sanherib upravljao je južnim područjem uz donji tok Eufrata. U tom se razdoblju asirska vlast širi i na Cipar i dijelove Male Azije.

## Glavni grad
Kao svoje središte Sargon je izabrao Ninivu (današnji Mosul u Iraku) kao svoje sjedište, umjesto tradicionalne asirske prijestolnice Asura. 713. pr. Kr. gradi ipak novi grad imena Dur-Šarukin (Dom Sargonov), 20 km sjeverno od Ninive. Oko grada su poduzeti značajni radovi na obrađivanju zemlje i sadnji maslina, bubući da je u Asiriji nedostajalo ulja. Grad je bio četverokutnog tlocrta, a protezao se na 1.760 puta 1.635 metara. Djelomično su ga naseljavali ratni zarobljenici pod nadzorom asirskih službenika, koji su morali paziti na redovito plaćanje davka bogovima i kralju. Kraljevska se obitelj preselila u Dur-Šarukin 706. pr. Kr., premda grad još nije bio sasvim dovršen.

## Sargonov kraj
Sargon II. poginuo je u bitci 705. pr. Kr., a naslijedio ga je sin Sanherib (Sin-ahe-eriba), koji je vladao od 704. do 681. pr. Kr.